# ダラス高速運輸公社

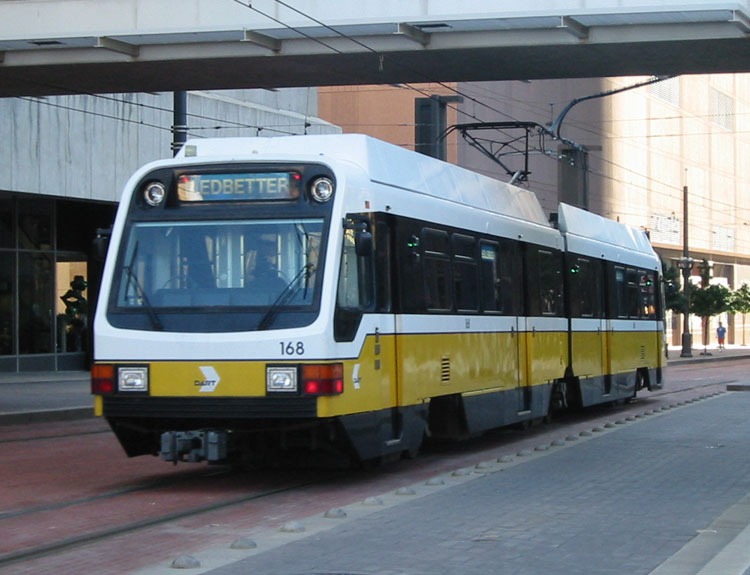
DARTのライトレール

ダラス高速運輸公社 (Dallas Area Rapid Transit、DART)は、アメリカ合衆国テキサス州ダラスに本拠地を置く公共交通機関。バス、ライトレール、通勤列車、HOVレーンを管理している。

## 歴史

### 前駆機関
ダラストランジットシステム (DTS) は、1964年から1988年まで、ダラス市が運営する公営の大量輸送サービスだった。DTSは様々な個人所有の輸送会社、路面電車の統合により誕生した。DTSは、オーククリフから北ダラスに渡る広範囲で路面電車を運行していた頃、ダラス鉄道＆トンネル会社として知られていたが、最後の路面電車の運行が終了した1956年1月に名称が変更された。DARTは1988年正式にDTSの活動を引き継いだ。

### DARTの創設
DARTは1983年8月13日に設立された。

### ライトレール
- DARTライトレール
  - レッドライン
    - ユニオン駅
    - アカード駅

  - ブルーライン
    - ユニオン駅
    - アカード駅

  - グリーンライン
  - オレンジライン

### 路面電車
- ダラス・ストリートカー
- M-Line

### 通勤列車
通勤列車は3種別が運行されている。
- トリニティ・レイル・エクスプレス（英語版）…ユニオン駅とフォートワースのT&P駅とを結ぶ列車。
- Aトレイン（英語版）…デントンからルイスビルを通ってキャロルトンまでを結ぶ路線。
- シルバーライン（英語版）…2025年運行開始。ダラス・フォートワース空港ターミナルB駅とダラス近郊のプレイノのシロ・ロード駅を結ぶ路線。